# Geminato

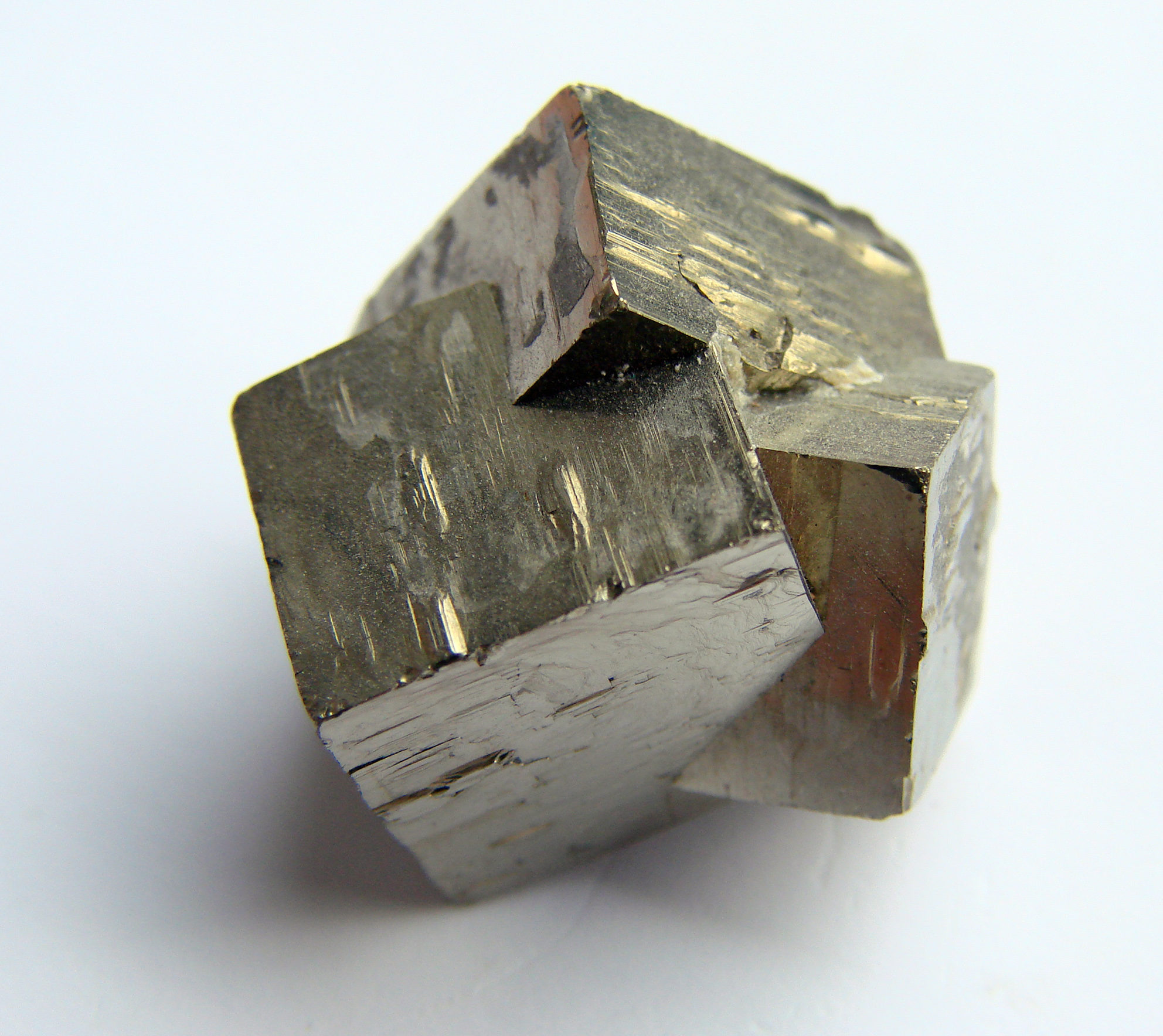
Pirite trigeminata

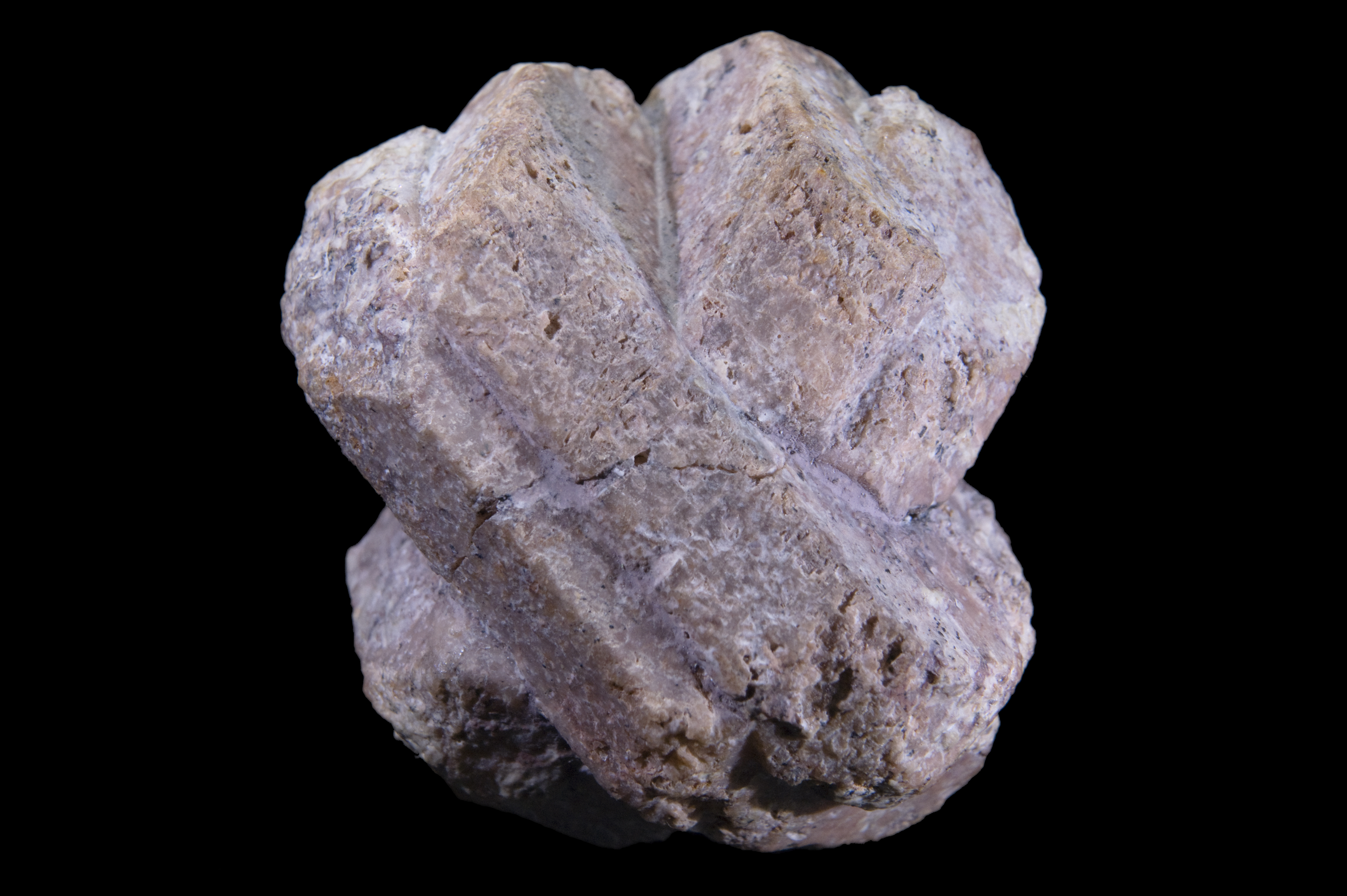
Ortoclasio geminato secondo la legge di Karlsbad

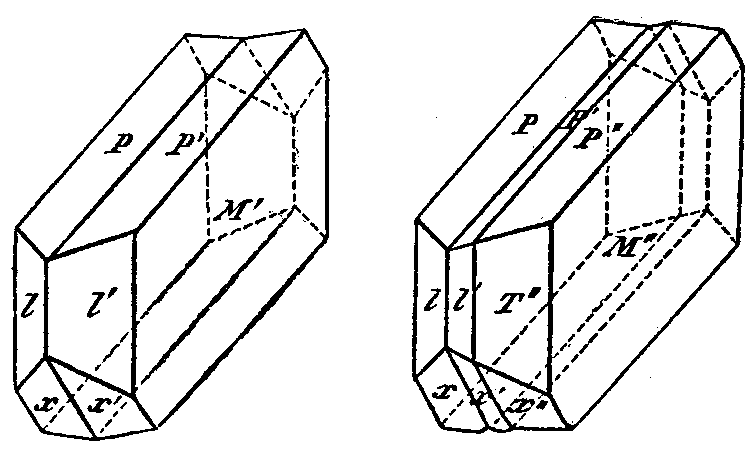
Esempi di cristalli di albite geminati

In cristallografia, un geminato è un aggregato cristallino (ad esempio un metallo) nel quale, attraverso lo studio dell'abito esterno e delle sue proprietà fisiche, si constata la presenza di due (geminato singolo) o più porzioni (geminato multiplo) mutuamente orientate secondo precise leggi geometriche, che non corrispondono alle operazioni di simmetria verificabili nel cristallo semplice.
La geminazione (in inglese twinning) consiste in un difetto superficiale a livello della struttura cristallina di un materiale cristallino.
A temperatura ambiente la geminazione è una deformazione poco comune nei reticoli con molti sistemi di scorrimento (ad esempio nel reticolo cubico a facce centrate, CFC) e più frequente in quelli poco plastici, come il reticolo cubico a corpo centrato (CCC). Ad alta temperatura le impurezze (che elevano la soglia di scorrimento), le sollecitazioni elevate e impulsive e l'incrudimento favoriscono lo sviluppo di geminati anche nei reticoli CFC.
Come lo scorrimento, la geminazione è un meccanismo di deformazione plastica, ovvero irreversibile.

## Operazioni di simmetria
Le operazioni di simmetria che possono portare alla costituzione del geminato sono:
- La riflessione per la quale due porzioni del geminato sono l'immagine speculare l'una dell'altra secondo un piano di simmetria (detto piano di geminazione) non preesistente nel cristallo semplice.
- L'emitropia per la quale l'una porzione può essere considerata come ruotata di 180° intorno ad un asse (detto asse di geminazione) rispetto all'altra, partendo dalla posizione che avrebbe avuto nel cristallo semplice non geminato.
- L'inversione attorno ad un punto detto centro di geminazione. L'operatore di geminazione viene detto legge di geminazione, nella quale sia il piano che l'asse di geminazione sono paralleli agli elementi di simmetria del reticolo cristallino.

Altro elemento importante della geminazione è il piano di unione. Esso segna il piano secondo il quale le due porzioni geminate del cristallo si uniscono. Quando questo piano di unione è ben definito, il geminato si dice giustapposto.

## Meccanismi di formazione
I geminati si originano dalla modifica della sequenza di sovrapposizione dei piani a maggiore densità atomica, in conseguenza alla quale due cristalli risultano speculari rispetto a un piano di geminazione.
I vari meccanismi della geminazione sono stati discussi da Martin Julian Buerger, (8 aprile 1903-26 febbraio 1986) nel 1945 e classificati nel seguente modo:
- I geminati per accrescimento sono il prodotto del posizionamento di atomi o ioni (o gruppi di atomi o ioni) sulla parte esterna di un cristallo in accrescimento in una maniera tale che la disposizione regolare del reticolo cristallino originario sia interrotta. La geminazione per accrescimento riflette eventi accidentali durante la crescita libera, detti errori di nucleazione e la si può considerare una geminazione primaria.
- I geminati per trasformazione si producono in cristalli preesistenti e sono geminati secondari. Si possono formare quando un cristallo formatosi ad alta temperatura viene raffreddato e successivamente riorganizza la sua struttura verso una la cui simmetria è differente da quella della forma di alta temperatura; in questo caso si parla di transizione polimorfa. Ad esempio il quarzo-β, raffreddandosi ad una temperatura inferiore a 573 °C, si trasforma in quarzo-α. Nel passaggio a quarzo-α, la struttura originale del quarzo-β può scegliere fra queste due orientazioni, legate fra di loro da una rotazione di 180°, a causa della struttura trigonale del quarzo-α.
- La geminazione per scivolamento si ha quando un cristallo viene deformato per applicazione di uno sforzo meccanico. È anch'essa un tipo di geminazione secondaria. Se lo sforzo cui viene sottoposto un minerale produce uno scivolamento degli atomi a piccola scala, si può avere geminazione. Altrimenti si ha la rottura del cristallo. Questo tipo di geminazione è comune nei metalli ed anche nei marmi in cui si ha la presenza frequente di calcite geminata.

## Tipi di geminazione

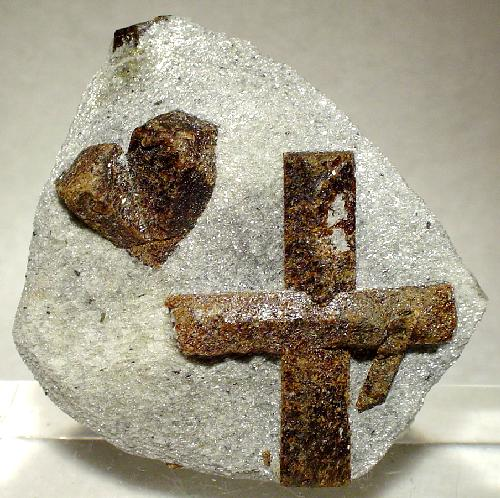
Un tipo particolare di geminato è quello della staurolite in cui i cristalli sono intersecati a forma di croce

I cristalli geminati vengono generalmente suddivisi in geminati di contatto o geminati di compenetrazione.
I geminati di contatto hanno una superficie definita che separa i due individui ed il geminato viene definito da un piano di geminazione come (111). Questo piano (111) è una delle quattro direzioni possibili e cristallograficamente equivalenti nell'ottaedro {111} nel sistema cubico. Se si vuole perciò descrivere tutti i piani ottaedrici di geminazione, si userà il simbolo della forma {111} invece della notazione (111) specifica per il singolo piano.
I geminati di compenetrazione sono costituiti da due individui che si compenetrano ed hanno una superficie di contatto irregolare e la legge di geminazione viene generalmente definita dalla direzione di un asse di geminazione.
I geminati multipli sono costituiti da tre o più parti geminate secondo la stessa legge.
Se tutte le successive superfici di contatto sono parallele, il gruppo che ne deriva è un geminato polisintetico.
Se i piani di contatto non sono paralleli si forma un geminato ciclico.

## Leggi di geminazione
Le leggi di geminazione descrivono i diversi modi in cui un cristallo può definirsi geminato.
Si hanno diverse leggi di geminazione a seconda del sistema cristallografico di appartenenza.

### Sistema triclino
I feldspati illustrano bene la geminazione nel sistema triclino.
Essi sono praticamente sempre geminati secondo la legge dell'albite con {010} piano di geminazione.
Un'altra legge importante per i feldspati di questo sistema è quella secondo la legge del periclino con [010] asse di geminazione.
Quando queste due leggi sono presenti contemporaneamente, come avviene di frequente nel microclino, è possibile osservare al microscopio un caratteristico motivo incrociato.

### Sistema monoclino
Nel sistema monoclino le geminazioni più comuni avvengono secondo {100} e {001}.
Il cristallo di gesso, ad esempio, gemina con {100} piano di geminazione e prende il nome di geminato a coda di rondine.
Un geminato Manebach ha {001} per piano di geminazione e un geminato Baveno ha {021} per piano di geminazione.
Il geminato Carlsbad, quello più frequente nell'ortoclasio, è un geminato di compenetrazione nel quale l'asse c [001] è l'asse di geminazione.

### Sistema ortorombico
Nel sistema ortorombico il piano di geminazione è più comunemente parallelo ad una faccia di prisma.
Il geminato di contatto dell'aragonite ed i geminati ciclici dell'aragonite e della cerussite sono tutti geminati secondo {110}.
Il minerale staurolite, monoclino, con un angolo β di 90°, è pseudo-ortorombico. Si presenta comunemente con due tipi di geminati di compenetrazione. In uno, {031} è piano di geminazione e si ha una croce ad angolo retto; nell'altro tipo, il piano di geminazione è {231} e si ha una croce obliqua col braccio che forma un angolo di 60°.

### Sistema tetragonale
Il tipo di geminazione più frequente nel sistema tetragonale ha come piano di geminazione {011}. Spesso sono i cristalli di cassiterite e rutilo a presentare questa geminazione.

### Sistema esagonale
Nel gruppo dei carbonati è la calcite ad avere l'esempio migliore di tre leggi di geminazione.
Il piano di geminazione può essere {0001}, con c asse di geminazione; oppure il romboedro positivo [1011].
La più comune è la geminazione sul romboedro negativo [0112] e può produrre geminati di contatto o geminati polisintetici in seguito a pressione.
La facilità con cui si verifica questa geminazione si può dimostrare dalla geminazione artificiale di un frammento di sfaldatura di spato d'Islanda per la pressione esercitata dalla lama di un coltello.
Abbiamo anche la legge del Brasile con piano di geminazione parallelo a {1120}.
Il geminato secondo la legge del Delfinato origina un geminato di compenetrazione con c asse di geminazione.
Infine, in questo sistema cristallino, la legge del Giappone gemina con {1122} piano di geminazione.

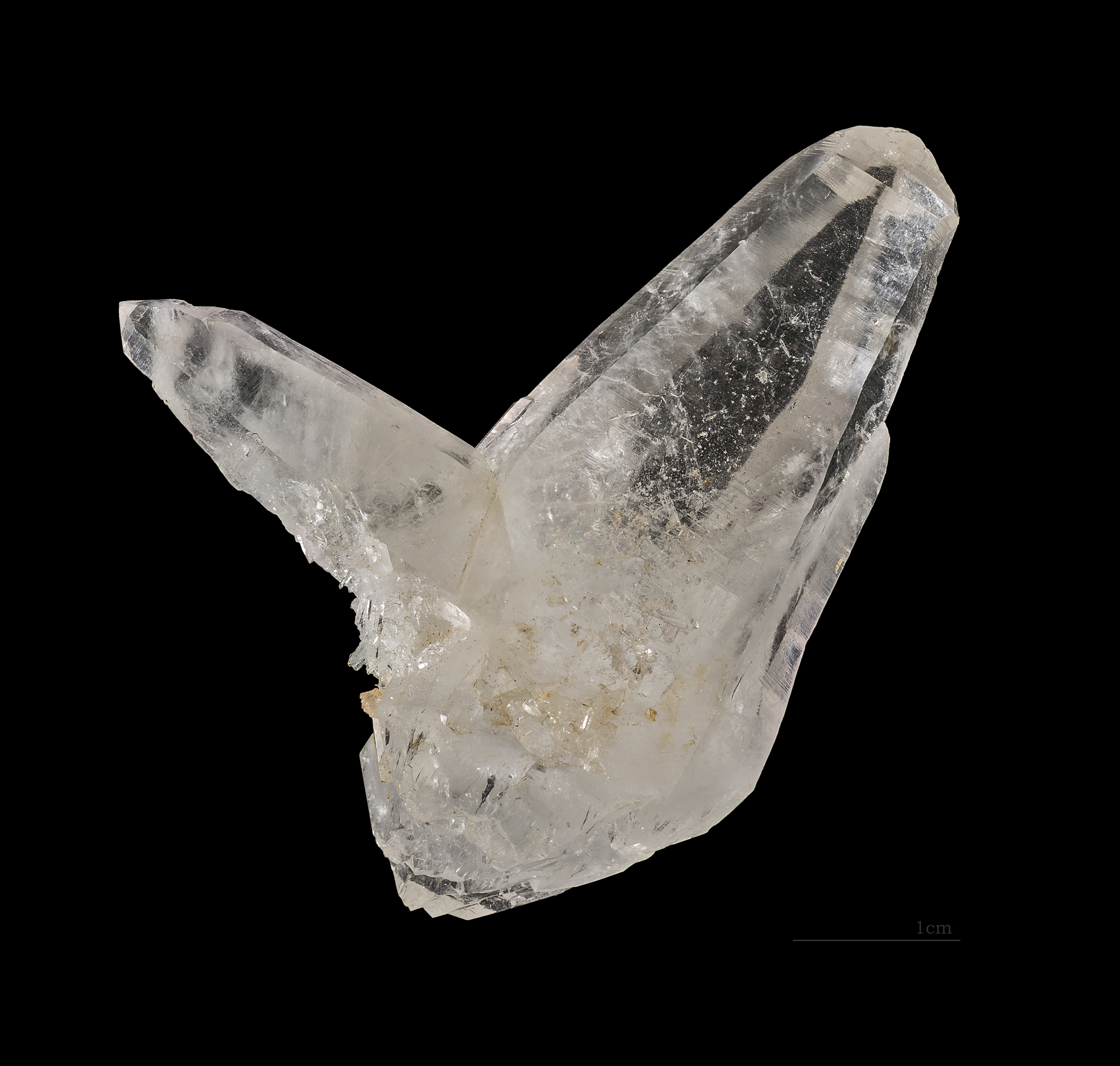
Quarzo - legge del Giappone

### Sistema cubico
Nella classe oloedrica del sistema cubico (4/m 32/m), l'asse di geminazione, con poche rare eccezioni, è l'asse ternario e il piano di geminazione è parallelo ad una faccia di ottaedro.
Questo tipo di geminato va sotto il nome di legge dello spinello perché è frequente nel minerale omonimo.
Nella classe 2/m3 due cristalli di pirite possono formare un geminato per compenetrazione per rotazione di 90° attorno all'asse di geminazione [001]. Questo geminato è chiamato croce di ferro.